# کاماگایا، چیبا
کاماگایا، چیبا از شهرهای Chiba Prefecture Japan است که جمعیت آن در January 1 ۲۰۰۸۱۰۴٬۵۶۴نفر بوده‌است.